# 尖叶假龙胆
尖叶假龙胆（学名：Gentianella acuta）为龙胆科假龙胆属下的一个种。

## 扩展阅读
- 維基物種上的相關：尖叶假龙胆